# Let’s Get It On (пісня)
«Let's Get It On» — пісня американського співака і музиканта Марвіна Гея. 

## Історія створення
Пісня написана Марвіном Геєм разом з Едом Таунсендом. Вперше була видана в червні 1973 року як сингл з майбутнього однойменного альбому співака Let's Get It On, що вийшов у серпні того ж року.
У 2004 році журнал Rolling Stone помістив пісню «Let's Get It On» у виконанні Марвіна Гея на 167 місце свого списку 500 найкращих пісень всіх часів. У списку 2011 пісня знаходиться на 168 місці.

## Хіт-паради

### Тижневі хіт-паради
| Хіт-паради (1973)                         | Найвища позиція |
| ----------------------------------------- | --------------- |
| Canada RPM Top Singles                    | 11              |
| Велика Британія (Official Charts Company) | 31              |
| США (Billboard Hot 100)                   | 1               |
| U.S. Billboard Hot Soul Singles           | 1               |

### Хіт-паради за всю історію
| Хіт-парад (1958—2018) | Позиція |
| --------------------- | ------- |
| US Billboard Hot 100  | 41      |